# 세븐 빌로우
《세븐 빌로우》(영어: Seven Below, 영어: Se7en Below로 표기, 미국 제목 영어: Seven Below Zero)는 2012년 공개된 미국의 공포 스릴러 비디오 영화이다. 밸 킬머, 빙 레임스, 루크 고스 등이 출연하였다. 영화는 오하이오주 신시내티 고션에서 촬영되었다.

## 줄거리
이 영화는 100년 전 끔찍한 사건이 벌어졌던 한 저택에 갇히게 된 여러 명의 낯선 사람들을 중심으로 이야기가 전개된다. 그들은 시간의 굴레에 갇힌 듯한 이 저택에서 벗어나려 발버둥치며, 과거의 사건과 현재의 위협 속에서 살아남기 위해 고군분투한다.

## 출연
- 밸 킬머
- 빙 레임스
- 루크 고스
- 보니 서머빌
- 맷 바
- 브리아나 리 존슨